# Unstoppable Force
Unstoppable Force är det amerikanska speed metal-bandet Agent Steels andra fullängdsalbum, utgivet i mars 1987. Bandet upplöstes året därpå, men återförenades 1998. Albumet utgavs som LP, CD och kassett.

## Låtlista
| 1. | Unstoppable Force | 3:52 |
| 2. | Never Surrender   | 3:52 |
| 3. | Indestructive     | 3:30 |
| 4. | Chosen to Stay    | 4:46 |
| 5. | Still Searchin'   | 4:13 |

| 6.           | Rager                            | 4:07  |
| 7.           | The Day at Guyana (Instrumental) | 6:38  |
| 8.           | Nothin' Left                     | 4:23  |
| 9.           | Traveler                         | 3:49  |
| Total längd: | Total längd:                     | 39:10 |

| 1.           | The Swarm is Upon Us (Instrumental) | 0:17  |
| 2.           | Mad Locust Rising                   | 4:20  |
| 3.           | The Ripper (Judas Priest-cover)     | 2:33  |
| 4.           | Let it be Done / The Day at Guyana  | 5:03  |
| Total längd: | Total längd:                        | 51:23 |

## Medverkande
Agent Steel
- John Cyriis – sång
- Juan Garcia – gitarr
- Bernie Versailles – gitarr
- Michael Zaputil – elbas
- Chuck Profus – trummor

Gästmusiker
- Ben Meyer – bakgrundssång på "Indestructive" och "Rager"
- Nasty Ronnie – bakgrundssång på "Indestructive" och "Rager"